# Уско језеро (Псковска област)
Узко или Петровско језеро (рус. Узское; Петровское) слатководно је ледничко језеро у источном делу Псковске области, на западу европског дела Руске Федерације. Налази се у централном делу Дедовичког рејона, на подручју моренског Судомског побрђа. Кроз језеро протиче река Уза преко које је повезано са сливом Шелоња, односно са басеном реке Нева и Балтичким морем. Налази се између Городновског језера на северу и језера Локно на југу.
Акваторија језера обухвата површину од 2,5 км². На језеру се налазе и два мања острва површине свега 0,5 хектара. Максимална дубина језера је 9,5 метара, просечна око 5 метара.
На обали језера налази се село Уза.